# ペリカン文書 (映画)
『ペリカン文書』（ぺりかんぶんしょ、原題: The Pelican Brief）は、ジョン・グリシャムの同名原作小説をもとに1993年、アメリカで製作されたリーガル・サスペンスである。日本でのロードショーは1994年4月。
この映画で主演のジュリア・ロバーツは若い法学生を演じ、出世作の一つとなった。デンゼル・ワシントンはワシントン・ヘラルド紙の高名な敏腕記者を演じた。

## ストーリー
ワシントンD.C.で最高裁判事のローゼンバーグとジェンセンが殺害される事件が発生する。ローゼンバーグの弟子で、彼の下で事務官をしていたトーマス・キャラハンは、ニューオーリンズのテューレーン大学のロー・スクールで教授をしているが、ニュースを聞いてショックを受ける。キャラハンの生徒で恋人のダービー・ショウは、最高裁判事を殺害するための動機についてリサーチし、ある仮説に辿り着くが、あまりにも荒唐無稽な内容だったため、授業用のレポートとしてキャラハンに提出する。キャラハンは、ローゼンバーグの葬儀に出席するためにワシントンへ行き、そこで同窓のFBI法律顧問ヴァーヒークと再会する。キャラハンは「よく出来た仮説」としてヴァーヒークにレポートを手渡し、レポートは彼の手からFBI長官ヴォイルズに渡される。ヴォイルズは、FBIが警護を担当していた判事が殺害されたことで大統領首席補佐官のコールから非難され、その意趣返しとして「ペリカン文書」と名前がついたそのレポートをコールに見せ、「文書を参考にして捜査を進める」と伝える。
数日後、キャラハンはダービーと夕食をとっていた。その帰りダービーはレストランから歩き出すが、キャラハンは車に乗り込みエンジンをかけた途端、車が爆発してしまう。ダービーは目の前で恋人が死んだことにショックを受け病院に連れていかれるが、その現場で警官だと言って彼女に接触してきた「ルーパート」という人物が警察にいないことが分かり、身の危険を感じて病院から姿を消す。ダービーはヴァーヒークに電話をかけ、キャラハンが死んだことを伝え、ヴァーヒークは彼女を保護しようと接触を図る。同じ頃、コールからペリカン文書を受け取った大統領は、捜査を中止するようにヴォイルズに圧力をかける。一方、ワシントン・ヘラルドの敏腕記者グレイ・グランサムは、法律関係者であるらしい「ガルシア」と名乗る男から電話がかかり、「判事殺害事件の真相を知っている」と告げられる。「ガルシア」は何度か電話をかけ接触を図るが、決心がつかず電話を切ってしまう。グランサムは逆探知によって公衆電話を突き止め、「ガルシア」の元に向かおうとするが、そこにダービーから電話がかかり、ペリカン文書の存在を聞かされる。
ダービーはヴァーヒークと連絡を取り合う約束を取り付けるが、その前日に彼は判事殺害犯のカーメルに殺害される。カーメルはヴァーヒークに成りすましてダービーと接触し彼女を殺そうとするが、彼女の目の前で何者かに射殺される。驚いたダービーは逃げ出し、逃亡先のニューヨークでグランサムと接触してペリカン文書の全容を語る。文書には、「ルイジアナ州の実業家で大統領の支援者でもあるマティースが、石油採掘のために環境保護地区の開発を推し進め、反対する環境団体と裁判になっていた。環境団体は絶滅寸前のルイジアナ・ブラウン・ペリカンの存在を持ち出して争うが、裁判は地元の利益が優先されてマティースが勝訴した。しかし、環境団体が上訴することになっており、逆転敗訴して最高裁に訴訟が進むことを考慮し、環境保護に熱心だったローゼンバーグとジェンセンが殺された」と書かれており、マティースが事件の黒幕だと結論付けられていた。グランサムはダービーに協力を求めるが、彼女は申し出を断り国外に脱出すると告げる。
グランサムはキーン編集長に取材を続けることを希望するが、確証がないことを理由に止めるように言われてしまう。彼は郊外の山荘に籠り記事を書き続けるが、そこにダービーが現れる。盗聴されていることを危惧して嘘をついていたダービーは、グランサムと協力して事件の調査を始める。二人はマティースの弁護を引き受けたワシントンの法律事務所でアルバイトをしていた学生たちに聞き込みを行い、「ガルシア」の正体がホワイト&ブレーズウィッチ法律事務所のカーティス・モーガンだと突き止めるが、彼は1週間前に殺害されていた。二人はモーガンの妻サラと接触し、もう一つのモーガンの貸金庫の存在を教えられる。翌朝、二人は貸金庫に向かい証拠品を手に入れら二人はヘラルド紙の事務所に向かおうと車に乗り込む。しかし爆弾が仕掛けられていることに気付いて車を降り、コールが送り込んだエージェントの追跡を振り切り新聞社に向かう。新聞社に到着した二人は、キーンたち幹部と共に証拠品を確認する。ケースの中にはホワイト&ブレーズウィッチ法律事務所の重役ヴェルマーノが書いた判事殺害のメモと、モーガンの証言が収められたビデオテープが入っていた。グランサムは証拠を基に記事を書き始め、記事の裏を取るために次々と当事者たちに連絡をとる。そこに、大統領の意向を忖度して捜査を打ち切ったのであって自らの意思で捜査を打ち切ったと思われたくないヴォイルズが現れ協力を申し出る。ダービーは「国外への脱出の手筈を整えて欲しい」と伝え、ヴォイルズが用意したFBI長官専用機に乗り込み、姿を消す。
後日、グランサムとダービーの連名による記事によってペリカン文書の存在が明らかにされ、マティースは起訴されコールは補佐官を辞任し、大統領も再選が絶望的となった。テレビ番組に出演したグランサムは、情報源のダービーについて司会に質問されても返事をはぐらかす。それに対して司会は「ダービーは複数の情報源を統合した実在しない存在であり、真実こそがダービーの正体ではないか」と問いかける。「ほぼ、その通り」と答えるグランサムを、ダービーは浜辺の家でテレビ越しに見ながら笑みを浮かべる。

## 登場人物
ダービー・ショウ
演 - ジュリア・ロバーツ
テューレン大学の法科の女子学生。
グレイ・グランサム
演 - デンゼル・ワシントン
ヘラルド紙の記者。
トーマス・キャラハン
演 - サム・シェパード
教授。爆発事故に見せかけて殺害される。
ギャヴィン・ヴァーヒーク
演 - ジョン・ハード
FBI顧問。トーマスの友人。カーメルに殺害される。
スミス・キーン
演 - ジョン・リスゴー
編集長。
フレッチャー・コール
演 - トニー・ゴールドウィン
大統領首席補佐官。最後は真相が暴かれて辞任する。
デントン・ヴォイルズ
演 - ジェームズ・B・シッキング
FBI長官。警護対象が暗殺されたことで立場が悪くなる。
ボブ・グミンスキー
演 - ウィリアム・アザートン
CIA長官。
ローゼンバーグ
演 - ヒューム・クローニン
裁判官。暗殺される。トーマスの恩師でもある。
ルーパート
演 - クリストファー・マレー
CIA非合法工作員。素性を隠して巡査部長として動いている。
カーメル
演 - スタンリー・トゥッチ
始末屋。沢山の人間を殺したが自身も何者かに殺害される。
カーティス・モーガン / ガルシア
演 - ジェイク・ウェバー
身元を隠した正体不明の男。何者かに殺害される。

## キャスト
| 役名                                 | 俳優                      | 日本語吹替 | 日本語吹替   | 日本語吹替 |
| 役名                                 | 俳優                      | ソフト版   | テレビ朝日版 |            |
| ------------------------------------ | ------------------------- | ---------- | ------------ | ---------- |
| ダービー・ショウ                     | ジュリア・ロバーツ        | 日野由利加 | 田中敦子     |            |
| グレイ・グランサム記者               | デンゼル・ワシントン      | 原康義     | 大塚芳忠     |            |
| トーマス・キャラハン教授             | サム・シェパード          | 納谷六朗   | 小川真司     |            |
| ギャヴィン・ヴァーヒークFBI顧問      | ジョン・ハード            | 山口嘉三   | 秋元羊介     |            |
| スミス・キーン編集長                 | ジョン・リスゴー          | 石井敏郎   | 池田勝       |            |
| フレッチャー・コール大統領首席補佐官 | トニー・ゴールドウィン    | 神谷和夫   | 江原正士     |            |
| アメリカ大統領                       | ロバート・カルプ          | 内田稔     | 小林修       |            |
| デントン・ヴォイルズFBI長官          | ジェームズ・B・シッキング | 丸山詠二   | 坂口芳貞     |            |
| ボブ・グミンスキーCIA長官            | ウィリアム・アザートン    | 稲葉実     | 千田光男     |            |
| カーメル                             | スタンリー・トゥッチ      | 立木文彦   | 仲野裕       |            |
| ローゼンバーグ裁判官                 | ヒューム・クローニン      | 糸博       | あずさ欣平   |            |
| マシュー・バー                       | ジョン・フィン            | 糸博       |              |            |
| カーティス・モーガン / ガルシア      | ジェイク・ウェバー        | 藤原啓治   | 宮本充       |            |
| サラ・アン・モーガン                 | ミシェル・オニール        | 田中敦子   |              |            |
| エドウィン・F・スネラー              | スタンリー・アンダーソン  | 津田英三   | 小島敏彦     |            |
| エドワード・リニー                   | ピーター・カーリン        | 坪井智浩   |              |            |
| アリス・スターク                     | シンシア・ニクソン        | 津村まこと |              |            |
| ルーパートCIA非合法工作員            | クリストファー・マレー    |            |              |            |
| エドウィン・ニューマン               | 本人                      | 藤本譲     | 大木民夫     |            |

- テレビ朝日版：初回放送1996年11月10日『日曜洋画劇場』

制作：ニュージャパンフィルム、演出：松川陸、翻訳：徐賀世子、調整：長井利親、プロデューサー：福吉健

## スタッフ
- 製作: ピーター・ジャン・ブルッグ
- 監督: アラン・J・パクラ
- 原作: The Pelican Brief（ジョン・グリシャム・著）
- 配給: ワーナー・ブラザース
- 日本語字幕：太田直子